# Hugues Fabrice Zango
Hugues Fabrice Zango (* 25. Juni 1993 in Ouagadougou) ist ein burkinischer Leichtathlet, der sich auf den Dreisprung spezialisiert hat. 2023 feierte er mit dem Sieg bei den Weltmeisterschaften in Budapest den größten Erfolg seiner sportlichen Karriere. Durch den Gewinn der Bronzemedaille bei den Olympischen Sommerspielen 2020 in Tokio ist er der erste und bisher einzige Medaillengewinner seines Landes bei Olympischen Spielen. Im Januar 2021 stellte er mit einer Weite von 18,07 m einen neuen Hallenweltrekord im Dreisprung auf.

## Leben
Hugues Fabrice Zango wurde als Sohn eines Steuerbeamten und einer Lehrerin in der burkinischen Hauptstadt Ouagadougou geboren.  Sport betrieb er zunächst nur als Hobby, darunter Taekwondo. 2011 wurde ein Scout während eines Schulwettkampfes auf sein Sprungtalent aufmerksam. Zango verließ 2016 sein Heimatland und zog nach Frankreich, wo er deutlich bessere Trainingsbedingungen vorfand. Mithilfe eines Stipendiums des IOC konnte er, parallel zu seiner Sportlerkarriere ein Studium der Elektroingenieurtechnik an der Université Lille aufnehmen.  2023 wurde er mit einer Arbeit über Konvektoren von Förderbändern in Bergwerken zum Doktor promoviert. Zango lebt heute in Arras, wo er vom ehemaligen französischen Dreisprungweltmeister Teddy Tamgho trainiert wird. Nach dem Ende seiner Laufbahn plant er, als Universitätsprofessor in sein Heimatland zurückzukehren.

## Sportliche Laufbahn
Seit 2012 tritt Zango in Wettkämpfen im Dreisprung an. 2013 nahm er als Student der Artois Universität in Arras an der Sommer-Universiade im russischen Kasan teil. Dort gelang ihm mit 15,74 m die Qualifikation für das Finale, in dem er mit einer Steigerung und neuer persönlicher Bestleistung von 15,96 m den sechsten Platz belegte. 2014 trat er nicht in Wettkämpfen an. Ein Jahr später nahm er an der Universiade in Gwangju im Weit- und im Dreisprung teil. Im Weitsprung verpasste er die Qualifikation für das Finale, im Dreisprung hingegen, gewann er mit 16,76 m die Silbermedaille. Im September belegte er Platz 5 bei den Afrikaspielen in Brazzaville.
2016 nahm Zango an den Afrikameisterschaften in Durban teil. Dort gewann er mit einer Weite von 16,81 m im Finale die Silbermedaille. Im August nahm er dann auch an den Olympischen Spielen in Rio de Janeiro teil. Dort scheiterte er allerdings mit 15,99 m in der Qualifikation. 2017 gewann er erneut die Silbermedaille bei der Universiade in Taipeh. Mit 16,97 m verbesserte er dabei erneut seine persönliche Bestleistung.
Im März 2018 nahm Zango an den Hallenweltmeisterschaften in Birmingham teil. Mit 17,11 m wurde er Sechster. Diese Weite sprang er auch bei den Afrikameisterschaften in Asaba, durch die er Afrikameister wurde. Mit der 4-mal-100-Meter-Staffel wurde er zudem Achter. 2019 stellte sein bislang erfolgreichstes sportliches Jahr dar. Im Januar sprang er mit 17,58 m zunächst einen neuen Afrikarekord in der Halle. Im August siegte er bei den Afrikaspielen in Rabat. Im Oktober sprang er im Finale der Weltmeisterschaften in Doha mit 17,66 m auch in der Freiluft einen neuen Afrikarekord und gewann zudem die Bronzemedaille, die die erste WM-Medaille für einen Sportler aus seinem Heimatland darstellte. Am 16. Januar 2021 gelang ihm in Aubière mit 18,07 m ein Hallenweltrekord. Als erster Mensch übersprang er die 18-Meter-Marke in der Halle und löste damit seinen Trainer Teddy Tamgho als Rekordhalter ab. Damit ist er der erste Weltrekordhalter vom afrikanischen Kontinent in einer Sprungdisziplin.
Im Laufe der Saison verbesserte er sich in der Freiluft bis auf 17,82 m. Bei den Olympischen Sommerspielen in Tokio gewann er 2021 die Bronzemedaille. Damit ist er der erste Medaillengewinner für sein Heimatland bei Olympischen Spielen. Während der Eröffnungsfeier war er gemeinsam mit der Schwimmerin Angelika Ouedraogo der Fahnenträger seiner Nation. 2022 gelang es ihm bei den Afrikameisterschaften auf Mauritius mit einem Sprung auf 17,34 m seinen Titel aus dem Jahr 2018 erfolgreich zu verteidigen. Einen Monat später reiste er als einer der Topfavoriten zu den Weltmeisterschaften nach Eugene. Dort musste er sich im Finale nur dem Portugiesen Pedro Pablo Pichardo geschlagen geben und gewann mit Silber seine zweite WM-Medaille.
2023 siegte er mit einer Weite von 17,64 m bei den Weltmeisterschaften in Budapest. Damit gewann er bei drei aufeinanderfolgenden Weltmeisterschaften jeweils eine WM-Medaille. 2024 trat er im Frühjahr, zum zweiten Mal nach 2018, wieder bei den Hallenweltmeisterschaften an. Mit einer Sprung auf 17,53 m sicherte er sich in Glasgow, nach Gold im Vorjahr im Freien, auch in der Halle den Weltmeistertitel. Im Sommer trat er als Medaillenkandidat bei den Olympischen Sommerspielen in Paris an. Nach Bronze drei Jahre zuvor in Tokio, kam er im Finale diesmal auf den fünften Rang.

## Wichtige Wettbewerbe
| Jahr                     | Veranstaltung             | Ort                      | Platz                    | Disziplin                | Weite                    |
| Startet für Burkina Faso | Startet für Burkina Faso  | Startet für Burkina Faso | Startet für Burkina Faso | Startet für Burkina Faso | Startet für Burkina Faso |
| ------------------------ | ------------------------- | ------------------------ | ------------------------ | ------------------------ | ------------------------ |
| 2013                     | Universiade               | Kasan                    | 6.                       | Dreisprung               | 15,96 m                  |
| 2015                     | Universiade               | Gwangju                  | 30.                      | Weitsprung               | 6,73 m                   |
| 2015                     | Universiade               | Gwangju                  | 2.                       | Dreisprung               | 16,76 m                  |
| 2015                     | Weltmeisterschaften       | Peking                   |                          | Dreisprung               | DNS                      |
| 2015                     | Afrikaspiele              | Brazzaville              | 5.                       | Dreisprung               | 16,36 m                  |
| 2016                     | Afrikameisterschaften     | Durban                   | 2.                       | Dreisprung               | 16,81 m                  |
| 2016                     | Olympische Spiele         | Rio de Janeiro           | 34.                      | Dreisprung               | 15,99 m                  |
| 2017                     | Universiade               | Taipeh                   | 2.                       | Dreisprung               | 16,97 m                  |
| 2018                     | Hallenweltmeisterschaften | Birmingham               | 6.                       | Dreisprung               | 17,11 m                  |
| 2018                     | Afrikameisterschaften     | Asaba                    | 8.                       | 4 × 100 m                | 40,96 s                  |
| 2018                     | Afrikameisterschaften     | Asaba                    | 1.                       | Dreisprung               | 17,11 m                  |
| 2019                     | Afrikaspiele              | Rabat                    | 1.                       | Dreisprung               | 16,88 m                  |
| 2019                     | Weltmeisterschaften       | Doha                     | 3.                       | Dreisprung               | 17,66 m                  |
| 2021                     | Olympische Sommerspiele   | Tokio                    | 3.                       | Dreisprung               | 17,47 m                  |
| 2022                     | Afrikameisterschaften     | Port Louis               | 1.                       | Dreisprung               | 17,34 m                  |
| 2022                     | Weltmeisterschaften       | Eugene                   | 2.                       | Dreisprung               | 17,55 m                  |
| 2023                     | Weltmeisterschaften       | Budapest                 | 1.                       | Dreisprung               | 17,64 m                  |
| 2024                     | Hallenweltmeisterschaften | Glasgow                  | 1.                       | Dreisprung               | 17,53 m                  |
| 2024                     | Olympische Sommerspiele   | Paris                    | 5.                       | Dreisprung               | 17,50 m                  |

## Persönliche Bestleistungen
- Dreisprung: 17,82 m, 6. Juli 2021, Székesfehérvár
- Dreisprung (Halle): 18,07 m, 16. Januar 2021, Aubière, (Weltrekord)